# 札幌市立川北小学校
札幌市立川北小学校（さっぽろしりつ かわきたしょうがっこう）は、北海道札幌市白石区川北4条2丁目にある市立小学校。
札幌市教育委員会の事業である「札幌市学校図書館地域開放事業」の指定校となっている。
令和5年4月現在の児童数は630名。

## 沿革
- 1980年（昭和55年）11月 - 札幌市立川北小学校誕生、校歌・校章制定
- 1980年（昭和55年）12月 - 校舎落成
- 1981年（昭和56年）3月 - 開校式、児童総数482名
  - （北白石小296名、北郷小74名、北都小112名）が転校。
- 1985年（昭和60年）- 開校5周年記念式典
- 1990年（平成2年） - 開校10周年記念式典・祝賀会
- 1993年（平成5年） - 増築校舎完成（普通教室4、視聴覚室）
- 2000年（平成12年） - 開校20周年記念式典・開校を祝う会
- 2005年（平成17年） - 開校25周年記念「地域公開授業参観日」の開催
- 2010年（平成22年）- 開校30周年記念式典

## 通学区域
- 米里2条4丁目
- 北郷5条8丁目から北郷5条10丁目まで
- 北郷6条7丁目から北郷6条10丁目まで
- 北郷7条7丁目から北郷7条10丁目まで
- 北郷8条7丁目から北郷8条10丁目まで
- 北郷9条7丁目から北郷9条9丁目まで
- 北郷（番地）
- 川北2条1丁目から川北2条3丁目まで
- 川北3条1丁目から川北3条3丁目まで
- 川北4条1丁目から川北4条3丁目まで
- 川北5条1丁目
- 川北（番地）
- 川下
  - 574番地から577番地まで
  - 581番地、582番地、589番地、595番地、605番地、616番地
  - 640番地5 - 9、11
  - 641番地2、4、6、8、10、14、25 - 35、54 - 58、60 - 65、68 - 71、73、74、76、78 - 82、108 - 110、113 - 124、127 - 131、170 - 175、182 - 185
  - 642番地、646番地、727番地、730番地、731番地、735番地、740番地、741番地、773番地、794番地から796番地まで、819番地、951番地、952番地
  - 964番地5 - 7、12、15 - 1、20、21、23、24
  - 1026番地、1063番地、1068番地から1070番地まで、1087番地、1094番地から1100番地まで、1155番地、1159番地、1160番地、1182番地から1191番地まで、1210番地
  - 2063番地から2068番地まで、2085番地から2089番地まで、2097番地から2115番地まで、2125番地から2130番地まで、2140番地から2143番地まで、2164番地から2169番地まで、
  - 2530番地から2534番地まで、2536番地から2623番地まで、2647番地から2651番地まで、2679番地から2704番地まで

卒業生は基本的に札幌市立北都中学校及び札幌市立北白石中学校へ進学する。